# 卡尔·赫普尔
卡尔·赫普尔（英語：Carl Hepple，？—），英国男子射箭、轮椅篮球、田径运动员。他曾代表英国参加1960年、1964年、1968年、1972年、1984年和1988年夏季残疾人奥林匹克运动会，获得三枚铜牌。